# Montfort (Israël)
Pour les articles homonymes, voir Montfort.
Montfort, Franc-Chastiau, Starkenberg, Monfor, Qala`at al-Qarn ou Qala`at al-Qurayn est une forteresse datant des croisades au nord d'Israël. Elle faisait partie du royaume de Jérusalem et a été le quartier général des trésoriers de l'ordre Teutonique en Palestine.

## Histoire
Après la découverte de traces, certains archéologues supposent que cet éperon était occupé par une forteresse romaine.
Montfort est situé sur un éperon rocheux appelé al-Qurayn « la Corne », dans une vallée arrosée par le Wadi Qurayn « rivière de la corne » en arabe et Nahal Keziv en hébreu.
Le château a été construit par le comte Joscelin de Courtenay dans la seigneurie de Josselin. C'était sans doute une ferme fortifiée car sa position à l'écart dans une gorge ne lui donne pas la possibilité de contrôler une voie de circulation et les restes d'installations agricoles ont été retrouvés lors de fouille en 1926.
En 1187, après la bataille de Hattin, Saladin prend le château et le fait détruire. Cinq ans plus tard le château est repris par les croisés. Jocelin meurt vers 1200. Son gendre, Othon de Henneberg, vend le château aux chevaliers Teutoniques en 1220. Par la suite, Montfort devient le siège des trésoriers de l'ordre Teutonique en Palestine.
C'est peu après que les chevaliers Teutoniques, déjà possesseurs de nombreuses terres autour d'Acre, acquièrent les ruines du château de Montfort entourées d'une oliveraie. La forteresse, alors appelée Starkenberg, est relevée et abrite dès lors leur trésorerie, leurs archives et devient leur siège en Terre sainte. Malgré plusieurs tentatives, le muamelouk Baybars ne parvient pas à prendre la forteresse. Il revient en 1271. Cette fois après un siège d'une semaine, il fait entrer des troupes par un tunnel creusé dans la roche. Baybars laisse les chevaliers Teutoniques se réfugier à Saint-Jean-d’Acre. Le château est rasé.

## Le site
En 1926 une mission archéologique américaine a fait des fouilles dans le château. On a trouvé une armure de chevalier ainsi que des casques, cuirasses et armes. Au pied du château il y a une autre construction datant des croisades sans doute une ferme. Les restes d’une digue et d'un bief menant à un moulin ont aussi été retrouvés.
La partie la mieux conservée des ruines du château est un mur extérieur de trois mètres d’épaisseur percé de meurtrières, trois citernes creusées dans le rocher et alimentées par les eaux de pluie venant des toitures du château, une tour d’observation, un escalier, une rangée de colonnes gothiques qui soutenaient la toiture de la grande salle des Chevaliers et un pressoir à vin assez bien préservé.
Il y a quelques restes d’une chapelle. Sur le côté est du château, là où la falaise rejoint la montagne voisine,  il y a un fossé creusé dans le rocher, de 20 mètres de large et 10 mètres de profondeur. Plus à l’est, il y a un deuxième fossé formé par une dépression que l’on a recreusée 
Les archéologues ont trouvé sur place des monnaies et des poteries datant de l’époque romaine. Certains émettent l’hypothèse que les croisés se sont servis des ruines d’une forteresse romaine sur le site même ou située aux environs.
De nouvelles campagnes de fouille ont lieu dans les années 1980-1990.